# Europsko prvenstvo u vaterpolu – Kranj 2003.
Vaterpolsko EP 2003. 26. je izdanje ovog natjecanja. Održano je u Kranju u Sloveniji od 6. do 15. lipnja. Poznato je po velikim navijačkim neredima koji su izbili nakon utakmice za zlato u kojoj je SCG (branitelj naslova) pobijedila Hrvatsku 9:8 nakon produžetaka.

## Konačni poredak
| Mj. | Država             |
| --- | ------------------ |
| 1.  | Srbija i Crna Gora |
| 2.  | Hrvatska           |
| 3.  | Mađarska           |
| 4.  | Rusija             |
| 5.  | Španjolska         |
| 6.  | Njemačka           |
| 7.  | Slovačka           |
| 8.  | Grčka              |
| 9.  | Italija            |
| 10. | Rumunjska          |
| 11. | Nizozemska         |
| 12. | Slovenija          |

| Pobjednici                      |
| ------------------------------- |
| Srbija i Crna Gora Drugi naslov |